# Heterodoksja
Heterodoksja – (gr. ἕτερος i δόξα), nieprawowierność; uznawanie odmiennych poglądów, dogmatów, niezgodnych z obowiązującą w danej religii doktryną wiary.